# Tzeltalia amphitricha
Tzeltalia amphitricha ist eine Pflanzenart aus der Gattung Tzeltalia in der Familie der Nachtschattengewächse (Solanaceae).

## Beschreibung
Tzeltalia amphitricha ist eine 1 bis 3 m hohe, krautige Pflanze. Der Stängel kann manchmal leicht verholzen, ist jedoch meist krautig. Die Pflanze ist unbehaart oder gelegentlich mit mehrzelligen Trichomen besetzt, die sich jedoch im Alter verlieren. Die Laubblätter sind meist ganzrandig oder schwach geschwungen, elliptisch bis eiförmig oder lanzettförmig. Die größeren Blätter sind meist 6 bis 20 cm lang und 3 bis 8 cm breit. Nach vorn sind sie zugespitzt oder lang zugespitzt, die Basis ist spitz zulaufend oder spitz bis stumpf. Ober- und Unterseite sind mit kurzen, vielzelligen Trichomen behaart. Die Blattstiele sind 1 bis 4 cm lang.
Die Blütenstände bestehen aus meist zwei bis fünf Blüten, nur selten stehen die Blüten einzeln, manchmal bildet auch nur eine einzelne Blüte eines Blütenstandes eine reife Frucht aus. Die Blütenstiele sind 8 bis 20 mm lang und nach oben hin verdickt. Der Kelch ist zur Blütezeit 7 bis 13,5 mm lang und fast vollständig unbehaart oder selten mit kurzen, vielzelligen Trichomen dicht behaart. Die Kelchzipfel sind eiförmig bis lanzettförmig und 2,5 bis 10 mm lang. Die Krone ist gelblich oder grünlich-gelb gefärbt, der Kronsaum hat einen Durchmesser von 25 bis 35 mm, die Kronlappen sind eiförmig oder lanzettlich und 9,5 bis 15 mm lang. An der Basis der Kronlappen befindet sich eine grünlich-purpurne Markierung, nur selten fehlt diese. Die Kronröhre, der Kronschlund und die Basis der Kronlappen sind dicht behaart. Die Staubfäden sind 3,5 bis 5 mm lang, die Staubbeutel sind bläulich bis purpurn und 3 bis 4 mm lang.
Der Kelch ist an der Frucht fünfrippig, etwa 5,5 cm lang und 3,5 cm breit. Seine Außenseite ist unbehaart oder nahezu unbehaart, netzartig geadert und stark aufgeblasen. Die Stiele verlängern sich an der Frucht auf etwa 17 mm. Die Beere misst etwa 10 mm im Durchmesser.

## Vorkommen
Die Art ist in Guatemala und dem südlichen Mexiko verbreitet. Sie kommt dort in dichten, feuchten oder nassen beziehungsweise gemischten Wäldern vor, gelegentlich ist sie auch an Hängen mit weißem Sand zu finden. Die Standorte liegen in Höhenlagen zwischen 1300 und 2700 m.